# Келіджі
Келіджі (рум. Căligi) — село у повіті Вилча в Румунії. Входить до складу комуни Рунку.
Село розташоване на відстані 155 км на північний захід від Бухареста, 14 км на північний схід від Римніку-Вилчі, 111 км на північний схід від Крайови, 101 км на південний захід від Брашова.

## Населення
За даними перепису населення 2002 року у селі проживали 48 осіб, усі — румуни. Усі жителі села рідною мовою назвали румунську.